# Friedrich Ludwig von Vernezobre
Friedrich Ludwig Baron von Vernezobre (geb. 8. August 1776 in Hohenfinow; gest. 24. Juni 1827) war ein preußischer Gutsbesitzer und Landrat.

## Leben und Herkunft
Friedrich Ludwig von Vernezobre war der Sohn von Matthäus von Vernezobre (1720–1782), Besitzer der Stammgüter Hohenfinow, Tornow, Sommerfelde und Polßen und dessen Ehefrau Karoline (1740–1814), geb. von Forcade de Biaix. Sein Vater war insgesamt vier Mal verheiratet und hatte neun Söhne und zwei Töchter. Nach dem Tod seines ältesten Bruders Carl Philipp Ernst von Vernezobre (1756–1797) war er der einzig Überlebende von allen Kindern. Nachdem er von den Erben seines Bruders die ihm vererbten Güter Kruge und Gersdorf zurückgekauft und er dessen Witwe Sophie von Schkopp (1776–1823) geheiratet hatte, konnte er den Familienbesitz wiedervereinen. Diese umfassten die Stammgüter Hohenfinow, Tornow, Sommerfelde, Polßen, sowie eine Barchent- und Leinenfabrik und eine Draht- und Nagelfabrik.
Da der Familienbesitz unter einer sehr hohen Hypothekenbelastung litt, veräußerte er im Jahr 1804 die Güter Kruge und Gersdorf im Wert von 114.500 Talern an Karl Friedrich von Goldbeck, wobei nach Abzug der Hypothek nur ein Barerlös von 28.000 Talern übrigblieb. 1810 wurde er einstimmig zum Nachfolger von Leopold Friedrich von Reichenbach als Landrat des Landkreises Oberbarnim gewählt. Als ihm die Verantwortung in seiner Funktion als Landrat zu schwer geworden war, legte er sein Mandat im Jahr 1814 einstweilen nieder. Als Begründung gab er an, dass es einerseits an Beamten fehle und andererseits sein Wunsch, das Landratsamt von Wriezen nach Freienwalde zu verlegen, nicht stattgegeben wurde, was erst 1816 geschah.
In der Zeit der Vakanz wurden die dienstlichen Angelegenheiten einstweilen vom Kreisbrigadier Major von Gleißenberg und dem Referendar Dr. jur. Wehnert übernommen. 1817 übernahm er nach Verbesserungen der Arbeitsbedingungen im Landkreis Oberbarnim erneut die Verantwortung als Landrat, jedoch nur bis zum 11. Januar 1821, als ihn ein störendes Krebsleiden zwang, das Amt endgültig niederzulegen. Bereits einen Tag später am 12. Januar 1821 übernahm sein Gutsnachbar auf Trampe Christian Alexander von der Schulenburg (1773–1850) dessen Amtsgeschäfte als Landrat im Landkreis Oberbarnim.

## Persönliches
Friedrich Ludwig von Vernezobre war seit dem 8. Februar 1798 mit der Witwe seines Bruders Carl Philipp Ernst von Vernezobre (1756–1797), Sophie Friederike Luise Henriette von Schkopp (1776–1823) aus dem Hause Ottendorf, verheiratet. Ihre Tochter Sophie Karoline Ulrike Freiin von Vernezobre de Laurieux (1803–1843) heiratete am 7. Oktober 1825 den preußischen Landrat und Regierungspräsidenten Carl von Zedlitz-Trützschler (1800–1880). Von den beiden Söhnen war der ältere ein Rittmeister im Regiment Garde du Corps. Der jüngere der beiden war ebenfalls Offizier und hinterließ einen 1842 geborenen Sohn, der in Amerika verschollen ist.